# Falmer Stadium
El Falmer Stadium, conocido como American Express Stadium por razones de patrocinio o simplemente como The Amex, es un estadio de fútbol, ubicado en Brighton & Hove en el poblado de Falmer, en el Reino Unido. Sirve como sede de los partidos de local del equipo Brighton & Hove Albion.
La construcción del estadio fue iniciada en el año 2008 y finalizada el 31 de mayo de 2011, siendo inaugurado el 16 de julio del mismo año en el partido final de la Sussex Senior Challenge Cup entre el Brighton & Hove Albion contra el Eastbourne Borough. El primer partido de liga jugado en el estadio fue contra el Doncaster Rovers; este club también fue el último oponente del Brighton & Hove en su último partido en su antiguo estadio, el Goldstone Ground.
En el año 2015, el estadio fue una de las sedes de la Copa Mundial de Rugby de 2015.

## Historia

### Antecedentes
Los planes de construcción fueron iniciados por el club Brighton & Hove Albion, después de que su anterior casa, el Goldstone Grund, fue vendida por la ex directiva del club a los desarrolladores de este en 1995.
Cuando el club desalojó el Goldstone Ground al final de la temporada 1996-1997, tuvo que jugar durante dos temporadas en el Gillingham’s Priestfield Stadium, a 75 kilómetros de Kent.
Dos años más tarde, el club volvió a Brighton como inquilinos del Withdean Stadium, que tuvo que ser remodelado conforme a las necesidades de capacidad de Football League cuando el Brighton & Hove alcanzó el ascenso a la Division One (ahora la Football League Championship) en 2002, tras dos ascensos consecutivos.
La construcción del recinto en el poblado de Falmer, fue planeado durante la temporada 1998-99 y se esperaba que el estadio estará listo a principios y mediados de la década de 2000. Sin embargo, los retrasos subsiguientes en la obtención del permiso de planificación, hizo que el club esperara hasta julio de 2011, para poder iniciar a jugar ahí, más de una década después de que el estadio fue propuesto por primera vez.

### Inauguración

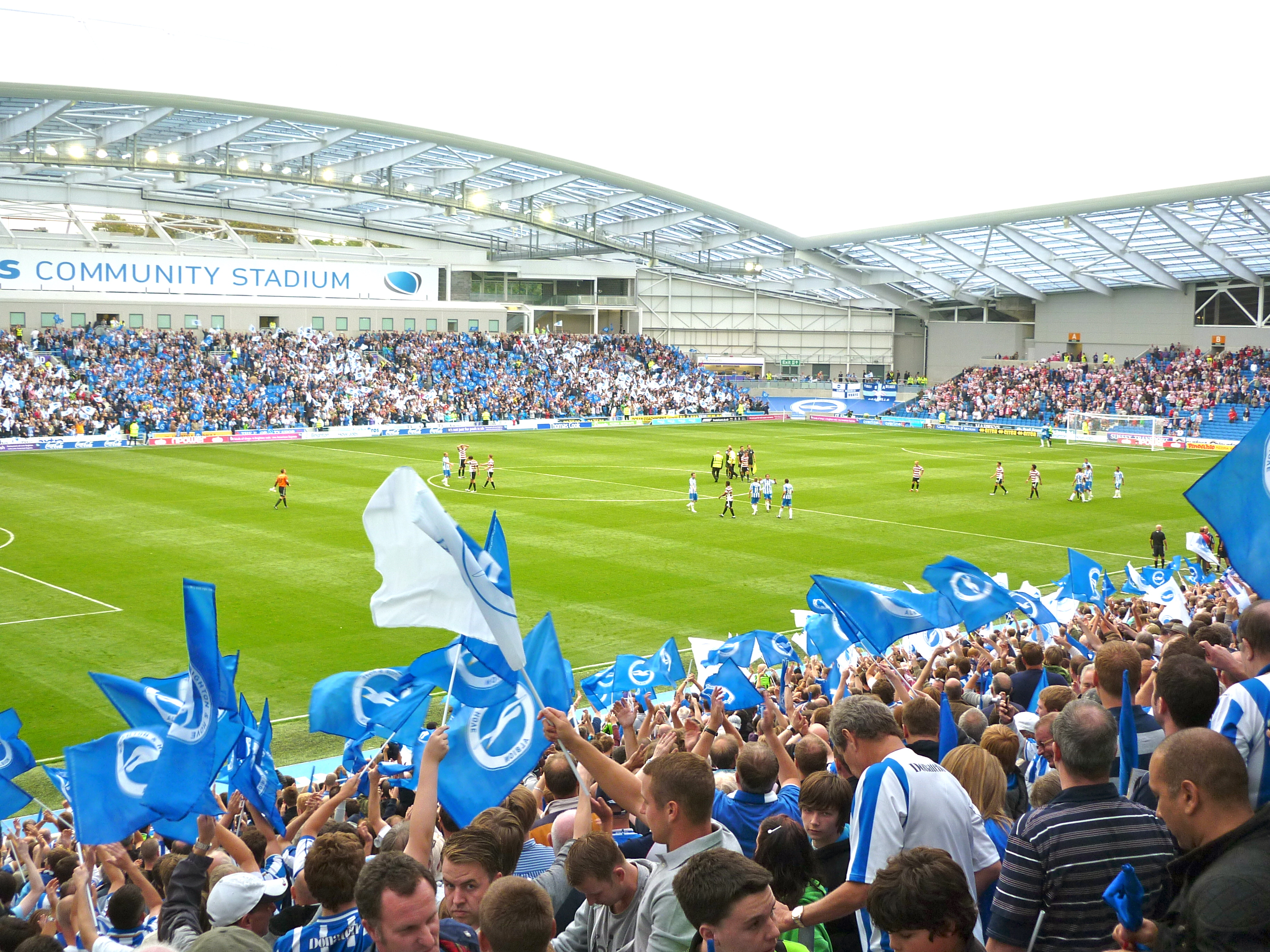
Imagen del primer juego de la liga del Brighton & Hove vs el Doncaster Rovers

El primer partido jugado en el estadio fue contra el Tottenham Hotspur, equipo dirigido antiguamente por el entrenador del Brighton & Hove, Gustavo Poyet.
El primer partido oficial en la liga tuvo lugar el 6 de agosto de 2011, cuando el Brighton & Hove venció al Doncaster Rovers 2 por 1.
El estadio tuvo su primer récord de asistencia en septiembre de 2011 con 21 897 espectadores contra el Liverpool. Estos también fueron los primeros visitantes a ganar un partido oficial en el estadio, superando al Brighton & Hove 2 por 1, en un partido de la Copa de la Liga. Sin embargo, el estadio fue testigo de su primera derrota en la liga de su historia, cuando el Crystal Palace logró ganar 3 por 1 a los de casa.
El 2 de enero de 2012, el club presentó una solicitud al Ayuntamiento de Brighton & Hove para aumentar la capacidad del estadio añadiendo 8000 asientos, así como para añadir cajas corporativas adicionales, nuevas instalaciones de televisión y suites de lujo. Este fue otorgado con unanimidad por el Comité de Planificación del Ayuntamiento de Brighton & Hove el 25 de abril de 2012. El estadio se amplió a 27 250 espectadores, en el inicio de la temporada 2012-13, ampliándose de nuevo a 27 750 espectadores en diciembre de 2012 y se ampliará a 30 250 espectadores al inicio de la temporada 2013-14.
Un nuevo récord de asistencia se estableció el 15 de diciembre de 2012, cuando 26.684 personas asistieron al empate entre el Brighton & Hove y el  Nottingham Forest de 0 por 0. Esta asistencia récord fue superada el 26 de enero de 2013, cuando 27 113 espectadores asistieron a la derrota de 3-2 ante el Arsenal en la cuarta ronda de la FA Cup. Dos meses más tarde, el récord fue superado de nuevo, esta vez, 28 499 personas asistieron a la victoria del Brighton & Hove sobre el Crystal Palace  3 por 0 el 17 de marzo de 2013. El récord fue roto nuevamente el 4 de mayo de 2013, en el último partido de liga de la temporada contra el Wolverhampton Wanderers, donde 30 003 personas asistieron al partido.